# Donnell Whittenburg
Donnell Whittenburg (né le 18 août 1994 à Baltimore) est un gymnaste américain.
Il remporte une médaille de bronze par équipes lors des championnats du monde de 2014.